# نیر سعیدی
نیر سعیدی (۱۲۹۹–۱۳۷۰ ش) نویسنده، مترجم، شاعر و روزنامه‌نگار ایرانی است. وی مدتی مجله «بانو» را به مدیریت خود در تهران منتشر کرد که نخستین نشریه اختصاصی بانوان محسوب می‌شود. نیر سعیدی (میرفخرایی) دو دوره به نمایندگی مردم تهران در مجلس شورای ملی برگزیده شد و از اعضای مؤسس شورای عالی جمعیت زنان بود.

## زندگی
نیر سعیدی در خانواده معیرالملک میرفخرایی و نظم‌الملوک خواجه‌نوری به دنیا آمد. او در سال ۱۲۹۹ خورشیدی در تهران متولد شد.وی اصالتا اهل تفرش بود.
نیر سعیدی از کودکی به سرودن شعر علاقه‌مند بود. او تحصیلات ابتدایی و متوسطه را در مدرسه ژاندارک در تهران به پایان رساند، سپس از دانشسرای عالی تهران در رشته ادبیات فرانسه و فارسی موفق به اخذ لیسانس گردید. او پس از فارغ‌التحصیلی به منظور ادامه تحصیل به فرانسه رفت و مدتی در شهر پاریس به مطالعه ادبیات و زبان فرانسه پرداخت و پس از چند سال به ایران بازگشت.
پس بازگشت از فرانسه به کار ترجمه و روزنامه‌نگاری پرداخت و مدتی نیز برنامه‌ای در رادیو ایران با نام «بانو» زیر نظر او اجرا می‌شد. در سال ۱۳۲۳ انتشار «مجله بانو» را پیش گرفت اما پس از سه سال امتیاز آن را واگذار کرد و از کار نشر کناره گرفت و به تربیت دو فرزند خود پرداخت. اما با ترجمه آثار برگزیده جهان به فعالیت فرهنگی ادامه داد. او با ترجمه قصه‌های لافونتن به فارسی جایزه یونسکو را دریافت کرد.
نیر سعیدی (میرفخرایی) در دوره‌های ۲۲ و ۲۳ از طرف مردم تهران به نمایندگی مجلس شورای ملی برگزیده شد. او عضو شورای فرهنگی سلطنتی، عضو هیئت امنای کتابخانه پهلوی، عضو شورای نویسندگان رادیو و کمیتهٔ شعر و ترانه، عضو مؤسسه سازمان شاهنشاهی خدمات اجتماعی و از اعضای مؤسس شورای عالی جمعیت‌های زنان بود.

## درگذشت
نیر سعیدی (میرفخرایی) در ۲۱ مرداد ۱۳۷۰ در پاریس درگذشت. او برای مدت کوتاهی برای دیدار فرزندانش به سفر رفته بود که از این سفر بازنگشت.

## آثار
مقالات و اشعار او در قالب نشریات و کتب درسی در کشور به چاپ رسیده‌است به ویژه اشعاری از او در مجلات سخن، یغما، گوهر، اطلاعات منتشر شده‌است.

### سروده‌ها
1. ترانه من
2. نقش آینده

### ترجمه‌ها
1. قصه‌های لافونتن (برنده جایزه یونسکو، ترجمه آثار لافونتن شاعر فرانسوی)
2. شطرنج باز
3. کازانوا

## فیلم سرودهای آزادی
فیلم "نیر، سرودهای آزادی" (Nayère. Les Chants de Liberté) در جریان سفر مینا سعیدی، دختر نیر، به ایران با همکاری گروهی از فیلم‌سازان حرفه‌ای ساخته شده است. این فیلم زندگی شخصی، و محیط اجتماعی و سیاسی دوران فعالیت این شاعر را به تصویر می‌کشد و در آن با زنانی چون سیمین بهبهانی، شهلا شرکت و شیرین عبادی گفت و گو شده است.